# 長尾郵便局 (香川県)
長尾郵便局（ながおゆうびんきょく）は香川県さぬき市にある郵便局。民営化前の分類では集配普通郵便局であった。

## 概要
住所：〒769-2399 香川県さぬき市長尾東字笠堂894-1

## 沿革
- 1874年（明治7年）12月16日 - 長尾郵便取扱所として開設[1]。
- 1875年（明治8年）1月1日 - 長尾郵便局（五等）となる。
- 1877年（明治10年）8月 - 長尾東郵便局に改称。
- 1885年（明治18年）7月1日 - 為替・貯金取扱を開始。
- 1895年（明治28年）7月1日 - 長尾郵便局に改称。
- 1897年（明治30年）3月30日 - 長尾郵便電信局となる。
- 1903年（明治36年）4月1日 - 通信官署官制の施行に伴い長尾郵便局となる。
- 1954年（昭和29年）3月1日 - 電気通信業務の取扱を長尾電報電話局に移管[2]。
- 1956年（昭和31年）10月1日 - 電話通話および和文電報受付事務の取扱を開始。
- 1959年（昭和34年）11月1日 - 造田駅前郵便局から集配業務を移管。
- 1960年（昭和35年）10月15日 - 特定郵便局から普通郵便局に局種別改定。
- 1961年（昭和36年）2月1日 - 井戸簡易郵便局から貯金取扱業務を移管。
- 2000年（平成12年）8月14日 - 外国通貨の両替および旅行小切手の売買に関する業務取扱を開始。
- 2001年（平成13年）12月17日 - 神前簡易郵便局の一時閉鎖[3]に伴い、取扱事務を承継。
- 2006年（平成18年）9月11日 - 大川郵便局および津田郵便局からそれぞれ「761-09xx」「769-24xx」区域の集配業務を移管[4]。
- 2007年（平成19年）10月1日 - 民営化に伴い、併設された郵便事業長尾支店に一部業務を移管。
- 2012年（平成24年）10月1日 - 日本郵便株式会社の発足に伴い、郵便事業長尾支店を長尾郵便局に統合。
- 2015年（平成27年）3月23日 - 志度郵便局から「769-21xx」区域の集配業務を移管。

## 取扱内容
- 郵便、印紙、ゆうパック、内容証明
- 貯金、為替、振替、振込、国際送金、国債、投資信託
- 生命保険、バイク自賠責保険、自動車保険、がん保険、引受条件緩和型医療保険
- ゆうちょ銀行ATM
- 「761-09xx」「769-21xx」「769-23xx」「769-24xx」区域（さぬき市全域）の集配業務
- ゆうゆう窓口

## 周辺
- さぬき市役所 長尾支所
- ハローワークさぬき
- 長尾税務署
- 長尾寺（四国八十八箇所 第八十七番札所）
- さぬき市立長尾中学校
- さぬき市立長尾小学校

## アクセス
- 高松琴平電気鉄道長尾線 長尾駅から東へ約1km（徒歩約11分）
- 大川バス 長尾学校前停留所、さぬき市コミュニティバス 長尾支所西側停留所下車
- 高松自動車道 志度ICから南へ約6km
- 駐車場あり：12台